# 274
274是273與275之間的自然數。

## 在數學中
- 合數，正因數有1、2、137和274。
質因數分解為{\displaystyle 2\times 137}。
- 虧數，真因數和為140，虧度為134。
- 不尋常數，大於平方根的質因數為137。
- 第87個半質數。前一個為267、下一個為278。
- 無平方數因數的數。
- 十进制的奢侈數。
- 第11個十进制的史密夫數。前一個為265、下一個為319。
- 史密夫數
- 無平方數因數的數
- 中心三角形數
- 第一類斯特灵数的{\displaystyle s(6,2)=274}

## 在人類文化中
- 同溫層酒店的遊樂設施Insanity the Ride，離地面約274米
- 萊特飛行器重274公斤
- Mickey Welch生涯累計投出274次暴投，僅次於277次的諾蘭·萊恩
- 63大廈尖頂高274公尺
- 密西根州議會大廈寬274英尺
- 是美國74號州際公路的補助線

## 在科學中
- 三氧化二砷的熔點為274℃

## 在天文中
- NGC 274 是鯨魚座的一個星系

## 在其他領域中
- 西元274年和前274年
- 西西伯利亞平原面積274萬平方公里
- 九龍巴士274線